# Пленёф-Валь-Андре (кантон)
Пленёф-Валь-Андре́ (фр. Pléneuf-Val-André) — кантон во Франции, находится в регионе Бретань, департамент Кот-д’Армор. Расположен на территории двух округов: семь коммун входят в состав округа Динан, восемь коммун — в состав округа Сен-Бриё.

## История
До 2015 года в состав кантона входили коммуны:
| Коммуна           | Население, чел. (1999) | Почтовый индекс | Код INSEE |
| ----------------- | ---------------------- | --------------- | --------- |
| Плангенуаль       | 1 550                  | 22400           | 22173     |
| Пленёф-Валь-Андре | 3 680                  | 22370           | 22186     |
| Плюрьен           | 1 235                  | 22240           | 22242     |
| Сент-Альбан       | 1 575                  | 22400           | 22273     |
| Эрки              | 3 760                  | 22430           | 22054     |

В результате реформы 2015 года состав кантона был изменен; в него вошли коммуны упраздненного кантона Матиньон.
До 31 декабря 2016 года десять коммун кантона входила в округ Динан, пять коммун — в округ Сен-Бриё; с 1 января 2017 года три коммуны перешли в округ Сен-Бриё.
С 1 января 2019 года состав кантона изменился: коммуна Плангенуаль вместе с коммунами Ламбаль и Морьё кантона Ламбаль образовали новую коммуну Ламбаль-Армор, которая находится на территории двух кантонов — Ламбаль и Пленёф-Валь-Андре.

## Состав кантона с 1 января 2019 года
В состав кантона входят коммуны (население по данным Национального института статистики за 2019 г.):
- Ламбаль-Армор (2 226 чел., частично)
- Ла-Буйи (881 чел.)
- Матиньон (1 697 чел.)
- Плебуль (869 чел.)
- Плевнон (754 чел.)
- Пленёф-Валь-Андре (4 083 чел.)
- Плюрьен (1 559 чел.)
- Рюка (600 чел.)
- Сен-Денуаль (474 чел.)
- Сен-Ка-ле-Гильдо (3 308 чел.)
- Сен-Потан (815 чел.)
- Сент-Альбан (2 176 чел.)
- Фреэль (1 602 чел.)
- Энанбиэн (1 325 чел.)
- Эрки (3 922 чел.)

## Население
Население кантона на 2019 год составляло 26 291 человек.
| 1968   | 1975   | 1982   | 1990   | 1999   | 2006   | 2011   | 2019   |
| ------ | ------ | ------ | ------ | ------ | ------ | ------ | ------ |
| 10 513 | 10 976 | 11 436 | 11 637 | 11 800 | 12 583 | 13 519 | 26 291 |

## Политика
На президентских выборах 2022 г. жители кантона отдали в 1-м туре Эмманюэлю Макрону 35,1 % голосов против 21,0 % у Марин Ле Пен и 15,8 % у Жана-Люка Меланшона; во 2-м туре в кантоне победил Макрон, получивший 64,5 % голосов. (2017 год. 1 тур: Эмманюэль Макрон – 27,6 %, Франсуа Фийон – 26,6 %, Марин Ле Пен – 16,4 %, Жан-Люк Меланшон – 15,3 %; 2 тур: Макрон – 72,9 %. 2012 год. 1 тур: Николя Саркози — 31,8 %, Франсуа Олланд — 28,0 %, Марин Ле Пен — 14,0 %; 2 тур: Саркози — 51,1 %).
С 2021 года кантон в Совете департамента Кот-д’Армор представляют мэр коммуны  Матиньон Жан-Рене Карфантан (Jean-René Carfantan) и член совета коммуны Пленёф-Валь-Андре Лиза Тома (Lisa Thomas) (оба — Разные левые).
|                | Кандидаты                    | Партия                   | Первый тур | Первый тур     | Второй тур | Второй тур |
| Кол-во голосов | Кандидаты                    | Партия                   | % голосов  | Кол-во голосов | % голосов  |            |
| -------------- | ---------------------------- | ------------------------ | ---------- | -------------- | ---------- | ---------- |
|                | Жан-Рене Карфантан Лиза Тома | Разные левые             | 4 076      | 43.06          | 5 101      | 51,53      |
|                | Янник Морен Натали Плезье    | Разные правые            | 3 762      | 39,74          | 4 799      | 48,47      |
|                | Антуан Кьеффер Мартин Шобер  | Национальное объединение | 1 628      | 17,20          |            |            |

|                | Кандидаты                           | Партия             | Первый тур | Первый тур     | Второй тур | Второй тур |
| Кол-во голосов | Кандидаты                           | Партия             | % голосов  | Кол-во голосов | % голосов  |            |
| -------------- | ----------------------------------- | ------------------ | ---------- | -------------- | ---------- | ---------- |
|                | Мари-Мадлен Мишель Янник Морен      | Разные правые      | 5 011      | 39,88          | 6 879      | 53,94      |
|                | Аким Осин Мари-Рен Тийон            | Разные левые       | 4 979      | 39,63          | 5 873      | 46,06      |
|                | Тьерри Бектарт Валери-Анн де Какере | Национальный фронт | 2 574      | 20,49          |            |            |